# Daniela Yordanova
Daniela Yordanova (en bulgare Даниела Йорданова), née le 8 mars 1976 à Slivnitsa, est une athlète bulgare, spécialiste du 1 500 m.

## Palmarès

### Jeux olympiques
- Jeux olympiques de 2000 à Sydney ( Australie)
  - 10e sur 5 000 m
- Jeux olympiques de 2004 à Athènes ( Grèce)
  - 5e sur 1 500 m

### Championnats du monde d'athlétisme
- Championnats du monde d'athlétisme de 2003 à Paris :
  - 7e sur 1 500 m
- Championnats du monde d'athlétisme de 2007 à Osaka :
  -  Médaille de bronze du 1 500 m[1]

### Championnats du monde d'athlétisme en salle
- Championnats du monde d'athlétisme en salle de 2001 à Lisbonne ( Portugal)
  - 5e sur 1 500 m
- Championnats du monde d'athlétisme en salle de 2004 à Budapest ( Hongrie)
  - 4e sur 1 500 m
- Championnats du monde d'athlétisme en salle de 2008 à Valence ( Espagne)
  - 5e sur 1 500 m

### Championnats d'Europe d'athlétisme
- Championnats d'Europe d'athlétisme de 2002 à Munich ( Allemagne)
  - 5e sur 1 500 m
- Championnats d'Europe d'athlétisme de 2006 à Göteborg ( Suède) 
  -  Médaille de bronze sur 1 500 m

### Championnats d'Europe d'athlétisme en salle
- Championnats d'Europe d'athlétisme en salle de 2002 à Vienne ( Autriche)
  - 5e sur 1 500 m